# Canton de Saint-Amans-Soult
Le canton de Saint-Amans-Soult est un ancien canton français situé dans le département du Tarn et la région Midi-Pyrénées.

## Géographie
Ce canton était organisé autour de Saint-Amans-Soult dans l'arrondissement de Castres. Son altitude variait de 218 m (Bout-du-Pont-de-Larn) à 1 172 m (Saint-Amans-Soult) pour une altitude moyenne de 355 m.

## Communes
Le canton de Saint-Amans-Soult comprenait 8 communes et comptait 6 626 habitants (population municipale) au 1er janvier 2010.
| Nom                           | Code Insee | Intercommunalité        | Superficie (km2) | Population (dernière pop. légale) | Densité (hab./km2) |
| ----------------------------- | ---------- | ----------------------- | ---------------- | --------------------------------- | ------------------ |
| Saint-Amans-Soult (chef-lieu) | 81238      | CA de Castres-Mazamet   | 24,87            | 1 652 (2014)                      | 66                 |
| Albine                        | 81005      | CC Thoré Montagne Noire | 17,15            | 508 (2014)                        | 30                 |
| Bout-du-Pont-de-Larn          | 81036      | CC Thoré Montagne Noire | 7,63             | 1 251 (2014)                      | 164                |
| Labastide-Rouairoux           | 81115      | CC Thoré Montagne Noire | 23,67            | 1 410 (2014)                      | 60                 |
| Lacabarède                    | 81121      | CC Thoré Montagne Noire | 14,50            | 301 (2014)                        | 21                 |
| Rouairoux                     | 81231      | CC Thoré Montagne Noire | 28,48            | 367 (2014)                        | 13                 |
| Saint-Amans-Valtoret          | 81239      | CC Thoré Montagne Noire | 35,58            | 929 (2014)                        | 26                 |
| Sauveterre                    | 81278      | CC Thoré Montagne Noire | 12,39            | 178 (2014)                        | 14                 |

## Représentation

### conseillers généraux de 1833 à 2015
| Période | Période      | Identité                                                            | Étiquette             | Qualité |
| ------- | ------------ | ------------------------------------------------------------------- | --------------------- | --- |
| 1833    | 1848         | Napoléon Hector Soult, Duc de Dalmatie (Fils de Jean-de-Dieu Soult) |                       | Diplomate (ministre plénipotentiaire en Hollande puis envoyé extraordinaire près le Roi de Prusse)                                                              |
| 1848    | 1852         | Charles Poumayrac de Masredon                                       |                       | Propriétaire, maire de Rouairoux |
| 1852    | 1857 (décès) | Napoléon Hector Soult, Duc de Dalmatie                              |                       | Diplomate (envoyé extraordinaire près le Roi de Prusse) |
| 1858    | 1867         | Raimond de Milhau                                                   |                       | Propriétaire du château de Saint-Amans-Valtoret, conseiller d'arrondissement                                                                                    |
| 1867    | 1870         | René Reille-Soult                                                   | Droite                | Militaire Député (1869-1870, 1876-1893, 1894-1898) Propriétaire à Saint-Amans-Soult                                                                             |
| 1870    | 1871         | M. Alquier                                                          |                       | Fabricant |
| 1871    | 1889         | René Reille-Soult                                                   | Droite                | Militaire, capitaine d'état-major Député (1869-1870, 1876-1893, 1894-1898) Propriétaire à Saint-Amans-Soult                                                     |
| 1889    | 1901         | Auguste Vabre                                                       |                       | Manufacturier - Maire de Labastide-Rouairoux (1882-1901) |
| 1901    | 1907         | Gabriel Galibert-Ferret                                             | Républicain           | Industriel à Mazamet |
| 1907    | 1919         | Elie Benoît                                                         | Républicain           | Industriel, maire de Labastide-Rouairoux (1904-1919) |
| 1919    | 1925         | Charles Faure de Larivière                                          | RG                    | Trésorier-payeur général des Bouches-du-Rhône |
| 1925    | 1940         | Frédéric Bourguet                                                   | Rad.                  | Industriel Maire de Labastide-Rouairoux (1919-1940) |
|         |              |                                                                     |                       | |
| 1942    | 1945         | Léon Belot (1879-1974)                                              |                       | Directeur de teinturerie Maire de Labastide-Rouairoux (1941-1944) Nommé conseiller départemental en 1942                                                        |
|         |              |                                                                     |                       | |
| 1945    | 1976         | Frédéric Bourguet                                                   | SFIO puis CIR puis PS | Industriel Sénateur (1974-1977) |
| 1976    | 1994         | Irénée Cros                                                         | MRG                   | Technicien textile Maire de Labastide-Rouairoux (1971-1977) |
| 1994    | 2001         | Marc Rouanet                                                        | DVD                   | Forgeron, conseiller municipal de Saint-Amans-Soult |
| 2001    | 2015         | Daniel Vialelle                                                     | DVG                   | Contrôleur des travaux publics Maire de Saint-Amans-Soult (1998-2020) Vice-Président du Conseil Général Elu en 2015 dans le Canton de Mazamet-2 Vallée du Thoré |

### Conseillers d'arrondissement (de 1833 à 1940)
| Période | Période      | Identité                                       | Étiquette     | Qualité |
| ------- | ------------ | ---------------------------------------------- | ------------- | --- |
| 1833    | 1839         | Jean Joseph Calvet                             |               | Maire de Saint-Amans-Labastide, ancien conseiller général                                                   |
|         |              |                                                |               | |
| 1848    | 1858         | Raimond de Milhau                              |               | Propriétaire à Saint-Amans-Labastide                                                                        |
|         |              |                                                |               | |
| 1886    | 1889 (décès) | Xavier Amalric                                 | Droite        | Docteur-médecin, maire de Saint-Amans-Soult                                                                 |
| 1889    | 1890 (décès) | Marc Emile François Xavier Amalric (1819-1890) |               | Médecin à Saint-Amans-Soult                                                                                 |
|         |              |                                                |               | |
| 1898    |              | Marie-Pierre Albert                            | Républicain   | Maire de Saint-Amans-Soult (1881-1882 et 1908-1910)                                                         |
|         |              |                                                |               | |
| 1922    | 1928         | M. Raymond                                     | Bloc National | |
| 1928    | 1934         | M. Raynaud                                     | Radical       | |
| 1934    | 1940         | Auguste Delmas                                 | Radical       | Révoqué par le Gouvernement de Vichy                                                                        |
| 1940    |              |                                                |               | Les conseils d'arrondissement ont été suspendus par la loi du 12 octobre 1940 et n'ont jamais été réactivés |

## Démographie
| 1962  | 1968  | 1975  | 1982  | 1990  | 1999  | 2006  | 2010  | - |
| ----- | ----- | ----- | ----- | ----- | ----- | ----- | ----- | - |
| 8 217 | 8 577 | 7 680 | 7 112 | 7 152 | 6 803 | 6 661 | 6 626 | - |